# Instruções de Amenemés

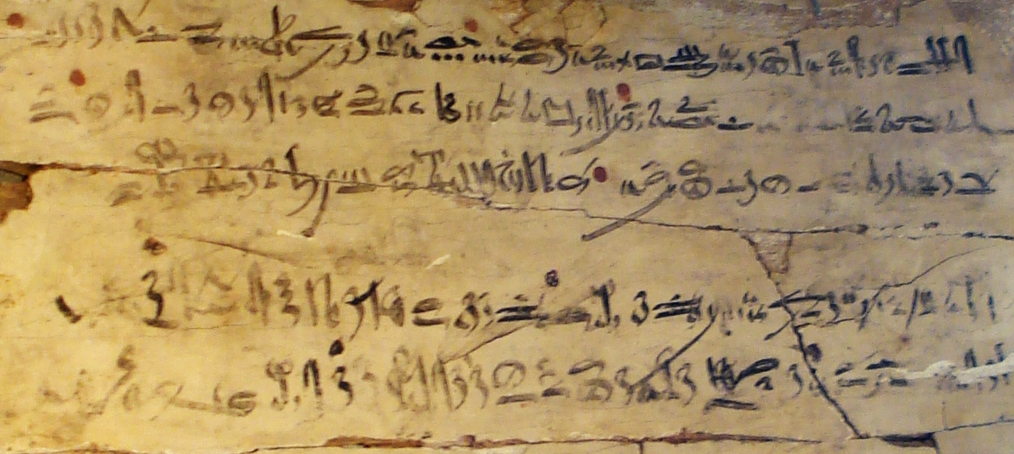
Tabuleiro de exercício com excerto hierático das Instruções de Amenemhat. XVIII dinastia, reinado de Amenófis I, ca. 1514-1493 a.C.. O texto lê: "Esteja em sua guarda contra todos os que estão subordinados a você ... Não confie em nenhum irmão, não conheça amigo, não faça intimidades."

Instruções de Amenemés (também conhecido como "Ensinando do Rei Amenemés I a Seu Filho Sesostris") é um curto poema egípcio antigo do gênero sebayt (ensino) escrito durante o início do Reino Médio. O poema toma a forma de um monólogo intensamente dramático entregue pelo fantasma do faraó assassinado Amenemés I da XII dinastia a seu filho Sesóstris I. Descreve a conspiração que matou Amenemés, e ordena a seu filho não confiar em ninguém. O poema forma uma espécie de apologia dos atos do reinado do velho rei. Termina com uma exortação a Senusret para subir ao trono e governar sabiamente no lugar de seu pai.

## Autoria
As Instruções podem ter sido escritas pelo comando de Senusrete para elogiar seu pai e legitimar sua reivindicação ao trono. Vários séculos mais tarde, no Papyrus Chester Beatty IV do Reino Novo, a autoria do poema foi atribuída "ao principal dos escribas", Queti.
A principal fonte deste documento vem do Papyrus Millingen que foi copiado por A. Peyron em 1843. O original agora está perdido. Tabuleiros de madeira com partes das Instruções que datam da XVIII dinastia e fragmentos de papiro do Novo Reino e óstraco sobrevivem.

## Conteúdo

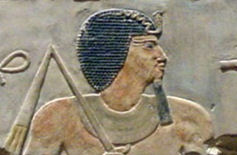
Um relevo do faraó Amenemhet I diante das divindades do Egito, em seu templo funerário em El-Lisht. Amenemhet I foi o fundador da 12ª dinastia do Egito. O relevo agora está localizado no Museu Metropolitano de Nova York

As Instruções abrem identificando o autor como "o último rei do Alto e Baixo Egito, Sesóstris, o filho de Re Amenemés" e afirmam ser o conselho de Amenemés para seu filho sobre como manter sua realeza e prosperidade. O rei então adverte seu filho a não confiar em ninguém, pois mesmo aqueles que ele ajudou recusaram o apoio e explica que ele foi assassinado por sua guarda enquanto estava na cama. Descreve brevemente suas provisões para o Egito; seus sucessos militares e suas construções realizadas são citadas. As Instruções fecham com bênçãos para seu filho, Sesostris, e conselhos sobre como ele deve governar.

## Impacto
Este manuscrito é uma das primeiras referências aos "asiáticos". Faraós posteriores copiaram partes de escritos mais antigos para legitimar suas ações. O faraó Piiê da XXV dinastia copiou seções das Instruções de Amenemés quase literalmente. O poema ainda estava sendo lido no século V a.C., cerca de 1500 anos depois que foi escrito.